# Kolonia Stubno
Kolonia Stubno est une localité polonaise de la gmina de Stubno, située dans le powiat de Przemyśl en voïvodie des Basses-Carpates.